# Coto Brus
Coto Brus est un canton (deuxième échelon administratif) costaricien de la province de Puntarenas au Costa Rica.

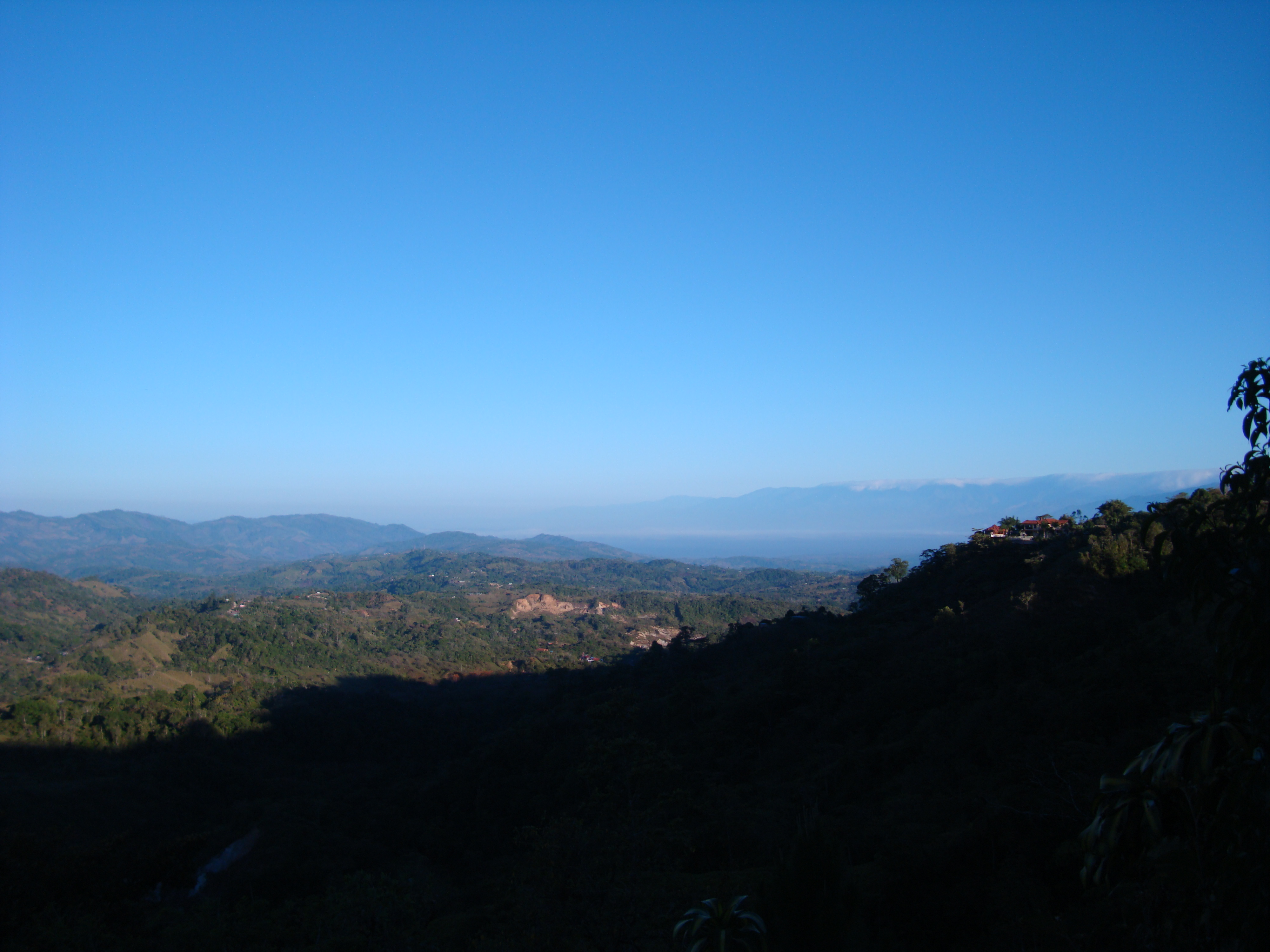
La topographie environnante de San Vito